# Роппомо
Роппомо — пресноводное озеро на территории Юшкозерского сельского поселения Калевальского района Республики Карелии.

## Общие сведения
Площадь озера — 3,1 км², площадь водосборного бассейна — 242 км². Располагается на высоте 87,2 метров над уровнем моря.
Форма озера продолговатая: оно более чем на пять километров вытянуто с северо-запада на юго-восток. Берега каменисто-песчаные, преимущественно заболоченные.
Через озеро протекает река Норва, впадающая в реку Кемь.
Рыбы: сиг, щука, плотва, налим, окунь, ёрш.
Код объекта в государственном водном реестре — 02020000911102000006053.